# Napfény Park Bevásárlóközpont
A Napfény Park egy szegedi bevásárlóközpont, amelyben összesen mintegy 35 üzlet 2 étterem és 2 kávézó üzemel. Az építését a Csongrád Megyei Állami Építőipari Vállalat kezdte meg 2002 szeptemberében. A kész épületet 2008-ban adták át. Jelenleg 51 916 m2 alapterületű.

## Története
Régen a bevásárlóközpont helyén egy nagy rét állt játszótérrel, melyet a helyi kertészek hoztak létre 1989-ben. Elődjét, a Szeged Plázát a Szántó és Mikó építész kft. nyitotta meg 2000-ben. A helyén lévő játszótér 2001-ig állt fenn, majd új helyre költözött. 2001. októberében hirdették ki a komplexum külső homlokzatának kialakításával megbízott fővállalkozót aki a budapesti Csongrád megyei állami építőipari vállalat volt. A bevásárlóközpont külsejével igazodik a hely szelleméhez, s őrzi a játszótér barátságos környezetét is. Magát az üzletközpontot 2002. szeptemberében kezdték építeni, majd 2008. augusztusában adták át a vásárló közönségnek.

## Elhelyezkedése
A Napfény Park a Szabadkai út és a Móravárosi körút kereszteződésében helyezkedik el. Közúton ugyan több irányból is megközelíthető, viszont tömegközlekedési szempontból nem túl jó helyen fekszik. Arrafelé csak a város néhány autóbusz járata közlekedik.

## Szolgáltatások
A Napfény Park 1 szintjén mintegy 102 üzlet található illetve egy 1260 férőhelyes parkoló is üzemel az épülettől délre. A -1-es szinten szupermarket, sportáruház és további üzletek találhatók. Az épület észeki részén hazai és nemzetközi divatcégek és ruhaboltok képviseltetik magukat, a keleti részén pedig egy 1500 négyzetméteres Tesco hipermarket mellett könyv- és cipőáruház és gasztronómiai különlegességeket értékesítő vendéglátóipari egységek vannak jelen.

## Üzletek
| üzlet neve                                                                     | kategóriája                                                                   |
| ------------------------------------------------------------------------------ | ----------------------------------------------------------------------------- |
| Ez a szakasz egyelőre üres vagy erősen hiányos . Segíts te is a kibővítésében! |                                                                               |
|                                                                                | Ez a szakasz egyelőre üres vagy erősen hiányos. Segíts te is a kibővítésében! |